# Altos de Elorriaga

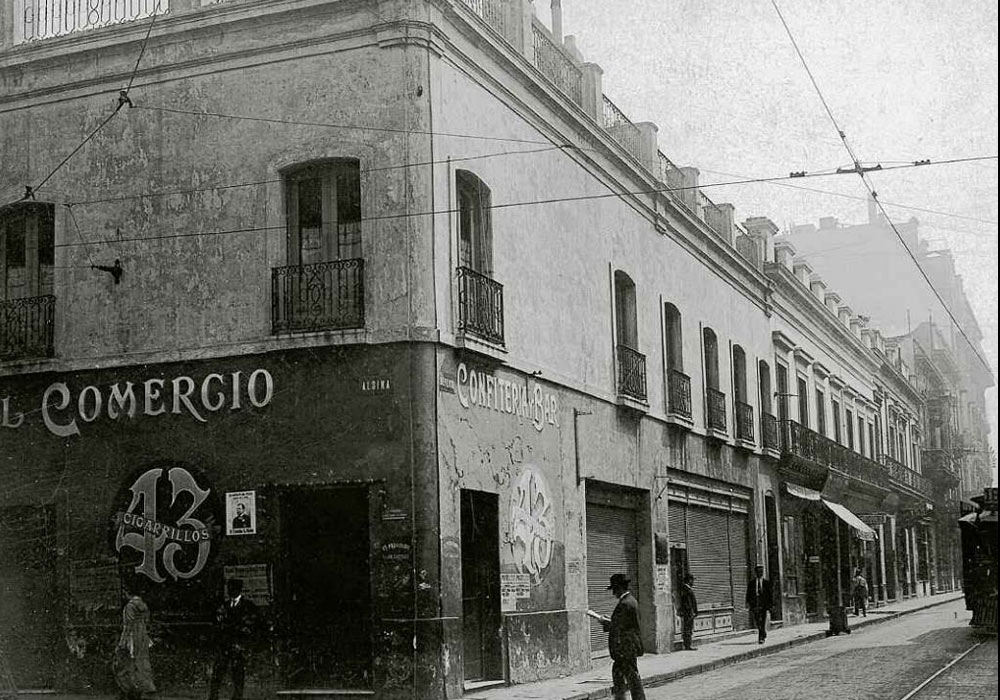
Los Altos de Elorriaga en 1913.

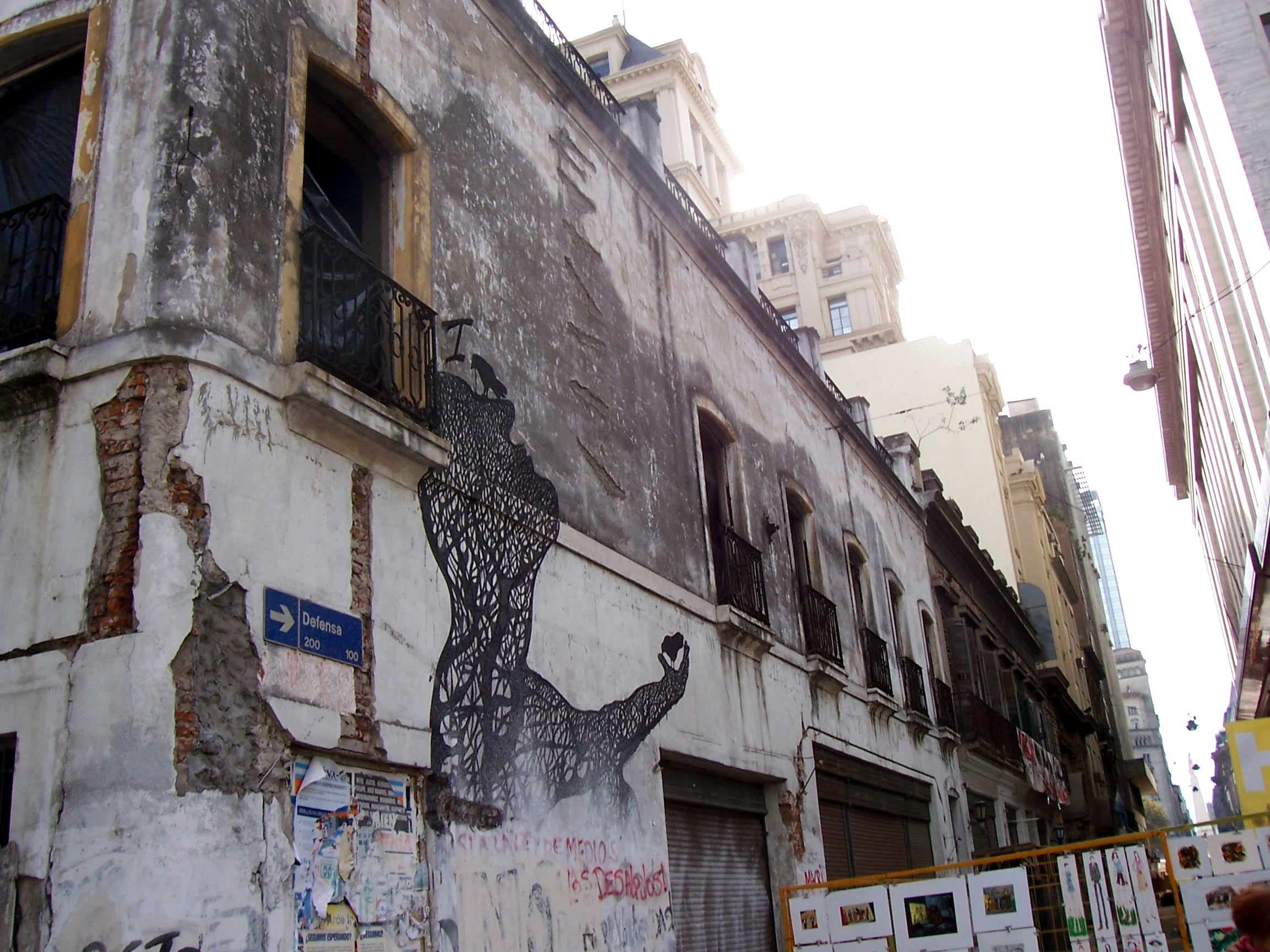
Deterioro total en 2009.

Se denomina Altos de Elorriaga a la vivienda particular de dos plantas más antigua de Buenos Aires en pie (construida entre 1812 y 1820). Se denominaba en esa época una casa de altos a aquella que tuviera precisamente dos plantas, y su nombre se debe a quien fuera su dueño en el momento de su construcción, Juan Bautista Elorriaga. También se la conoce como Altos de Altolaguirre ya que este fue el apellido de un ocupante posterior.
Se encuentra en el barrio de Monserrat, en la esquina de Defensa y Alsina.
En 1997 fue declarado Monumento Histórico Nacional.

## Historia
Cuando Juan de Garay repartió los lotes de la reciente Buenos Aires, el lote de los Altos de Elorriaga se le fue entregado a Alonso de Escobar.
En 1812, Juan Bautista Elorriaga (esposo de Leocadia Segurola de Elorriaga) mandó construir la actual edificación. Algunas hipótesis dicen que el hermano de Leocadia (Saturnino Segurola) fue el arquitecto que diseñó los planos, aunque no se tiene ninguna prueba de que Saturnino tuviese conocimientos de proyectista. La casa se terminó en 1820.
Juan Bautista Elorriaga murió en 1827 o 1828; en 1860 la casa era propiedad de su esposa.
Desde 1970 pertenece al patrimonio del Museo de la Ciudad. Dado su profundo estado de deterioro, en abril de 2009 el Gobierno de la Ciudad de Buenos Aires comenzó las obras de restauración, junto con varios otros edificios históricos de la Calle Defensa. Los trabajos se terminaron en el mes de noviembre de ese año.

## Diseño
La casa es una de las pocas que aún persisten en Buenos Aires sin ochava; fue una de las primeras construidas en el período poscolonial. Como era usual de la época, la planta baja se designó a comercios y la alta a viviendas particulares.
Las habitaciones rodeaban grandes patios interiores. Desde el mirador se podía contemplar el paisaje del río. La fachada es lisa y encalada, con balcones enrejados en el primer piso.